# Salvinorin B
Salvinorin B är ett ämne som ingår i salvinoringruppen och som förekommer i växten profetsalvia, Salvia divinorum. Salvinorin B är kemiskt mycket närbesläktat med salvinorin A, som är en kraftig hallucinogen och de två ämnenen förekommer ofta tillsammans. Till skillnad från salvinorin A har salvinorin B ej någon hallucinogen verkan.

## Fysiska egenskaper
- Polarisation -3,39° (589 nm, etanol)

## Källa
- PubChem